# Phintella melloteei
Phintella melloteei är en spindelart som först beskrevs av Simon 1888.  Phintella melloteei ingår i släktet Phintella och familjen hoppspindlar. Inga underarter finns listade i Catalogue of Life.